# Argentine-Galles en rugby à XV
Cet article présente l'historique des confrontations entre l'équipe d'Argentine et l'équipe du pays de Galles en rugby à XV.
Les deux équipes se sont affrontées à vingt-deux reprises, dont trois fois en Coupe du monde. Les Argentins ont remporté sept rencontres contre quatorze pour les Gallois et un matchs nul.

## Historique
La première confrontation officielle a eu lieu le 9 octobre 1991 à Cardiff.

## Tableau des confrontations

### Confrontations officielles
| No | Date             | Lieu                                                            | Match              | Score   | Compétition                      |
| -- | ---------------- | --------------------------------------------------------------- | ------------------ | ------- | -------------------------------- |
| 1  | 9 octobre 1991   | Cardiff — Pays de Galles                                        | Galles – Argentine | 16 – 7  | Coupe du monde (poule C)         |
| 2  | 21 novembre 1998 | Llanelli — Pays de Galles                                       | Galles – Argentine | 43 – 30 | Test match                       |
| 3  | 5 juin 1999      | Buenos Aires — Argentine                                        | Argentine – Galles | 26 – 36 | Test match                       |
| 4  | 12 juin 1999     | Buenos Aires — Argentine                                        | Argentine – Galles | 16 – 23 | Test match                       |
| 5  | 1er octobre 1999 | Cardiff — Pays de Galles                                        | Galles – Argentine | 23 – 18 | Coupe du monde (poule D)         |
| 6  | 10 novembre 2001 | Cardiff — Pays de Galles                                        | Galles – Argentine | 16 – 30 | Test match                       |
| 7  | 12 juin 2004     | Stade Monumental José Fierro — San Miguel de Tucumán, Argentine | Argentine – Galles | 50 – 44 | Test match                       |
| 8  | 19 juin 2004     | Buenos Aires — Argentine                                        | Argentine – Galles | 20 – 35 | Test match                       |
| 9  | 11 juin 2006     | Puerto Madryn — Argentine                                       | Argentine – Galles | 27 – 25 | Test match                       |
| 10 | 17 juin 2006     | Buenos Aires — Argentine                                        | Argentine – Galles | 45 – 27 | Test match                       |
| 11 | 18 août 2007     | Cardiff — Pays de Galles                                        | Galles – Argentine | 27 – 20 | Test match                       |
| 12 | 21 novembre 2009 | Millennium Stadium — Cardiff, Pays de Galles                    | Galles – Argentine | 33 – 16 | Test match                       |
| 13 | 20 août 2011     | Millennium Stadium, Cardiff — Pays de Galles                    | Galles – Argentine | 28 – 13 | Test match                       |
| 14 | 9 novembre 2012  | Millennium Stadium, Cardiff — Pays de Galles                    | Galles – Argentine | 12 – 26 | Test match                       |
| 15 | 16 novembre 2013 | Millennium Stadium, Cardiff — Pays de Galles                    | Galles – Argentine | 40 – 6  | Test match                       |
| 16 | 12 novembre 2016 | Millennium Stadium, Cardiff — Pays de Galles                    | Galles – Argentine | 24 – 20 | Test match                       |
| 17 | 9 juin 2018      | San Juan — Argentine                                            | Argentine – Galles | 10 – 23 | Test match                       |
| 18 | 16 juin 2018     | Santa Fe — Argentine                                            | Argentine – Galles | 12 – 30 | Test match                       |
| 19 | 10 juillet 2021  | Principality Stadium, Cardiff — Pays de Galles                  | Galles – Argentine | 20 – 20 | Test match                       |
| 20 | 17 juillet 2021  | Principality Stadium, Cardiff — Pays de Galles                  | Galles – Argentine | 11 – 33 | Test match                       |
| 21 | 12 novembre 2022 | Principality Stadium, Cardiff — Pays de Galles                  | Galles – Argentine | 20 – 13 | Test match                       |
| 22 | 14 octobre 2023  | Stade Vélodrome, Marseille — France                             | Galles – Argentine | 17 – 29 | Coupe du monde (quart de finale) |

### Confrontations non-officielles
| No | Date             | Lieu                     | Match              | Score   | Compétition  |
| -- | ---------------- | ------------------------ | ------------------ | ------- | ------------ |
| —  | 14 novembre 1968 | Buenos Aires — Argentine | Argentine – Galles | 9 – 5   | Match amical |
| —  | 28 novembre 1968 | Buenos Aires — Argentine | Argentine – Galles | 9 – 9   | Match amical |
| —  | 16 octobre 1976  | Cardiff — Pays de Galles | Galles – Argentine | 20 – 19 | Match amical |